# Pascal Kochem
Pascal Kochem (27 augustus 1986) is een Duits autocoureur.

## Carrière
Kochem begon zijn autosportcarrière in 2002 in de Formel König en eindigde met vier overwinningen op de vierde plaats in het kampioenschap met 232 punten. In 2003 maakte hij de overstap naar de Formule Renault 2.0, waarbij zijn focus lag op het Duitse kampioenschap. Hierin won hij voor het team Jenzer Motorsport één race op de A1 Ring en eindigde zo op de achtste plaats in het klassement met 144 punten. Daarnaast reed hij dat jaar ook enkele gastraces in het Italiaanse kampioenschap en de Eurocup Formule Renault 2.0.
In 2004 reed Kochem een dubbel programma in zowel de Eurocup als de Duitse Formule Renault, waarin hij aanbleef voor Jenzer Motorsport. In het Duitse kampioenschap won hij vier races op de Motorsport Arena Oschersleben, de Sachsenring, de Nürburgring en de Lausitzring en werd zo achter Scott Speed, Colin Fleming en Michael Ammermüller vierde in het kampioenschap met 208 punten. In de Eurocup won hij één race op het Autodromo Enzo e Dino Ferrari en werd vijfde in de eindstand met 198 punten.
In 2005 maakte Kochem zijn Formule 3-debuut in het Duitse Formule 3-kampioenschap voor het team SMS Seyffarth Motorsport. Hij won geen races, maar stond wel acht keer op het podium en werd zo achter Peter Elkmann, Michael Devaney en Ho-Pin Tung vierde in het klassement met 79 punten.
In 2006 maakte Kochem de overstap naar de Formule Renault 3.5 Series en kwam in het eerste raceweekend op het Circuit Zolder uit voor het team EuroInternational, waarin hij op een twaalfde en een elfde plaats eindigde. Hierna verliet hij echter het team weer en kwam in de rest van het jaar niet meer in actie.
In 2007 had Kochem geen vast racezitje, maar nam wel deel aan enkele races van de Eurocup Formule Renault en de Formule Renault 2.0 NEC, alsmede de Duitse Porsche Carrera Cup. Ook in 2008 reed hij enkele races in dit laatste kampioenschap, maar hierna heeft hij niet meer in grote internationale kampioenschappen gereden.